# Dominik Baumgartner
Dominik Baumgartner (Horn, Austria, 20 de julio de 1996) es un futbolista austríaco que juega de defensa en el Wolfsberger AC de la Bundesliga austríaca.

## Vida personal
Su hermano menor, Christoph Baumgartner, también es futbolista profesional e internacional juvenil con Austria.

## Estadísticas

### Clubes
Actualizado al último partido disputado el 3 de noviembre de 2024.
| Club                             | Div.          | Temporada     | Liga  | Liga  | Copas nacionales | Copas nacionales | Copas internacionales | Copas internacionales | Total | Total |
| Club                             | Div.          | Temporada     | Part. | Goles | Part.            | Goles            | Part.                 | Goles                 | Part. | Goles |
| -------------------------------- | ------------- | ------------- | ----- | ----- | ---------------- | ---------------- | --------------------- | --------------------- | ----- | ----- |
| SV Horn · Austria                | 2.ª           | 2013-14       | 16    | 1     | 3                | 0                | ―                     | ―                     | 19    | 1     |
| SV Horn · Austria                | 2.ª           | 2014-15       | 6     | 0     | 0                | 0                | ―                     | ―                     | 6     | 0     |
| SV Horn · Austria                | Total club    | Total club    | 22    | 1     | 3                | 0                | 0                     | 0                     | 25    | 1     |
| SV Grödig · Austria              | 1.ª           | 2015-16       | 7     | 0     | 0                | 0                | ―                     | ―                     | 7     | 0     |
| SV Grödig · Austria              | Total club    | Total club    | 7     | 0     | 0                | 0                | 0                     | 0                     | 7     | 0     |
| FC Wacker Innsbruck II · Austria | 3.ª           | 2016-17       | 2     | 1     | ―                | ―                | ―                     | ―                     | 2     | 1     |
| FC Wacker Innsbruck II · Austria | Total club    | Total club    | 2     | 1     | 0                | 0                | 0                     | 0                     | 2     | 1     |
| FC Wacker Innsbruck · Austria    | 2.ª           | 2016-17       | 29    | 1     | 0                | 0                | ―                     | ―                     | 29    | 1     |
| FC Wacker Innsbruck · Austria    | 2.ª           | 2017-18       | 34    | 2     | 3                | 0                | ―                     | ―                     | 37    | 2     |
| FC Wacker Innsbruck · Austria    | 1.ª           | 2018-19       | 12    | 2     | 2                | 0                | ―                     | ―                     | 14    | 2     |
| FC Wacker Innsbruck · Austria    | Total club    | Total club    | 75    | 5     | 5                | 0                | 0                     | 0                     | 80    | 5     |
| VfL Bochum · Alemania            | 2.ª           | 2018-19       | 11    | 1     | 0                | 0                | ―                     | ―                     | 11    | 1     |
| VfL Bochum · Alemania            | 2.ª           | 2019-20       | 0     | 0     | 1                | 0                | ―                     | ―                     | 1     | 0     |
| VfL Bochum · Alemania            | Total club    | Total club    | 11    | 1     | 1                | 0                | 0                     | 0                     | 12    | 1     |
| Wolfsberger AC · Austria         | 1.ª           | 2019-20       | 13    | 0     | 1                | 1                | 0                     | 0                     | 14    | 1     |
| Wolfsberger AC · Austria         | 1.ª           | 2020-21       | 30    | 4     | 5                | 2                | 8                     | 0                     | 43    | 6     |
| Wolfsberger AC · Austria         | 1.ª           | 2021-22       | 27    | 1     | 5                | 2                | ―                     | ―                     | 32    | 3     |
| Wolfsberger AC · Austria         | 1.ª           | 2022-23       | 19    | 0     | 3                | 0                | 3                     | 1                     | 25    | 1     |
| Wolfsberger AC · Austria         | 1.ª           | 2023-24       | 31    | 0     | 3                | 1                | ―                     | ―                     | 34    | 1     |
| Wolfsberger AC · Austria         | 1.ª           | 2024-25       | 11    | 2     | 3                | 0                | ―                     | ―                     | 14    | 2     |
| Wolfsberger AC · Austria         | Total club    | Total club    | 131   | 7     | 20               | 6                | 11                    | 1                     | 162   | 14    |
| Total carrera                    | Total carrera | Total carrera | 247   | 15    | 29               | 6                | 11                    | 1                     | 287   | 22    |

## Palmarés

### Títulos nacionales
| Título          | Club           | País    | Año  |
| --------------- | -------------- | ------- | ---- |
| Copa de Austria | Wolfsberger AC | Austria | 2025 |